# The Angel and the Gambler
The Angel and the Gambler är en låt och singel av det brittiska heavy metal-bandet Iron Maiden. Den släppes den 9 mars 1998 som första singel från albumet Virtual XI. Singeln släpptes i två delar, Part I och Part II som alla singlar gjorde från albumet The X Factor. Med Part I av singeln fick man även med en poster med "Virtual XI Fixture List 1998". På ena sidan föreställde det bandet i Iron Maidens fotbollsdräkt och på andra sidan några av bandets favoritspelare. På Part II följde kort med där bandet poserar var för sig i Iron Maidens fotbollsdräkt.
Detta är de två första singlarna som har en videosnutt istället för en tredje låt. Det var första gången Iron Maiden lade material på en CD så man kunde spela upp det på datorn. Detta var antagligen en del av allt det "virtuella" temat på albumet, men Iron Maiden var en av de första banden att ha en sådan här CD och även en officiell webbplats på nätet. 
Låten The Angel and the Gambler kan man lätt tro handlar om en orädd spelare och en ängel som försöker rädda honom och få honom att sluta spela. En ironisk del av texten är att en "ängel" också är en term på en rik person som finansierar en spelare. Låten är nästan tio minuter och är en av de mer repetitiva låtarna av Steve Harris episka låtar.
B-sidan på Part I består av låten Blood on the World's Hands som spelades in live i Sverige, den 1 november i Göteborg under The X Factour. Det andra var en film där Afraid To Shoot Strangers spelas live. Filmen består av olika bilder tagna från The X Factour och bilder från Gulfkriget. 
På Part II finns låten The Aftermath med, även den inspelad under samma konsert i Sverige. Videon är med låten "Man on the Edge" och spelades in i Masada i Israel.

## Låtlista

### Part I
1. The Angel And The Gambler  (Harris)
2. Blood On The World's Hands (live) (Harris)
3. Afraid To Shoot Strangers (video)

### Part II
1. The Angel And The Gambler (short version)  (Harris)
2. The Aftermath (live) (Harris, Bayley, Gers)
3. Man On The Edge (video) (Bayley, Gers)

## Banduppsättning
- Steve Harris - bas
- Blaze Bayley - sång
- Janick Gers - gitarr
- Nicko McBrain - trummor
- Dave Murray - gitarr